# Charles Astor Bristed
Charles Astor Bristed (New York, 6 ottobre 1820 – Washington, 15 gennaio 1874) è stato uno scrittore statunitense.
Era appartenente alla famosa e importante famiglia americana degli Astor.

## Biografia
Bristed nacque nel 1820, figlio del reverendo John Bristed e di Magdalena Astor (figlia di John Jacob Astor). Si è laureato all'Università di Yale nel 1839 con lode, e al Trinity College di Cambridge, in Inghilterra, nel 1845, ottenendo numerosi premi. Tornato negli Stati Uniti nel 1847, si sposò prima con Laura Whetten Brevoort (1823-1848, figlia di Henry Brevoort e Sarah Whetten), e poi con Grace Ashburner Sedgwick (1833-1897, figlia di Charles Sedgwick e Elizabeth Buckminster Dwight), dalla quale ebbe due figli (Charles-Astor Junior e John) e una figlia (Cecilia).
Nella sua carriera scrisse articoli, traduzioni poetiche, documenti critici sui classici, e opinioni sulla società per diverse riviste.
È stato uno dei curatori della Biblioteca degli Astor dalla sua origine. Morì a Washington nel 1874.